# Nina Sergejevna Pavlova
Nina Sergejevna Pavlova (rusky Нина Сергеевна Павлова; 14. června 1932, Moskva – 23. srpna 2021) byla ruská filoložka a překladatelka.

## Život
Narodila se v rodině skladatele Sergeje Potockého. V roce 1954 absolvovala filologickou fakultu Moskevské státní univerzity. Specializovala se na německou literaturu – je autorkou řady knih, učebnic, více než 200 vědeckých prací o historii literatury v Německu, Švýcarsku a Rakousku. Společně se svým prvním manželem Dmitrijem Pavlovem přeložila hry Ödöna von Horvátha, Huga von Hofmannsthala a dalších. Je autorkou předmluv a doprovodných článků k ruským edicím knih Alfreda Döblina, Georga Heyma a Friedricha Dürrenmatta.
V letech 1992–2008 vedla katedru dějin srovnávací literatury fakulty historie a filologie Ústavu filologie a dějin univerzity humanitních věd, od roku 1998 je profesorkou.
Ve druhém manželství se provdala za filologa Samsona Brojtmana.